# Суп из шиповника
Суп из шиповника, нюпонсоппа (швед. nyponsoppa) — традиционное блюдо шведской кухни, которое готовится из плодов шиповника. Подаётся как напиток или как десерт с молоком, сливками или ванильным мороженым с сухим миндальным печеньем, хлопьями. Если суп используется в качестве полноценного блюда, то в таком случае обычно он менее фруктовый и более водянистый. Иногда его едят вместе со шведскими хлебцами. Традиционно используется при простуде из-за высокого содержания в нём поливитаминов.

## Описание
Продукты из шиповника используются во многих национальных кухнях. Для шведского блюда лучшими плодами растения считаются крупные плоды вида Rosa rugosa (шиповник морщинистый), но также используются и более мелкие плоды Rosa canina (шиповник собачий) и Rosa dumalis (шиповник рощевой). Необходимые для готовки плоды созревают после опадения лепестков с куста растения. Впоследствии их собирают после первых морозов, когда они становятся спелыми и красными, а затем сушат.

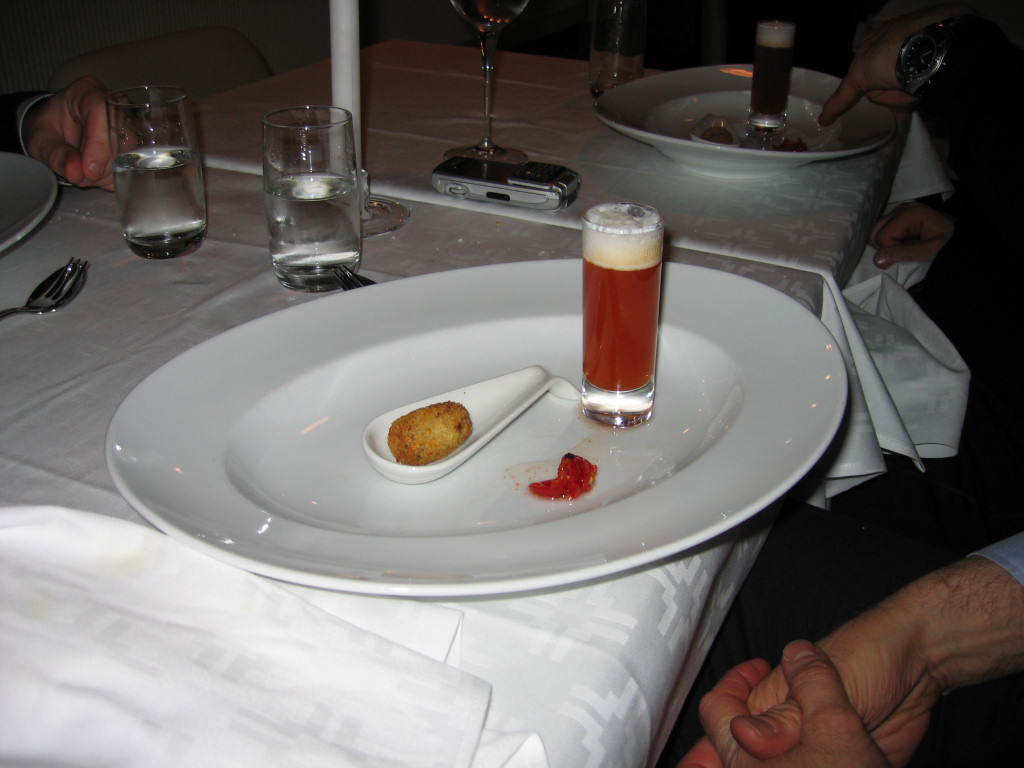
Нюпонсоппа в виде напитка

Нюпонсоппа обычно готовится из высушенных плодов шиповника, воды, картофельной муки (в качестве загустителя) и сахара. Плоды замачивают на ночь и удаляют семена. Отваривают до мягкости, а затем перемешивают в пюре миксером. Затем полученную смесь пропускают через сито и дают загустеть при помощи картофельной муки. Молоко или сливки не входят в основной рецепт, но их можно использовать для получения более густой консистенции. Суп можно употреблять как в горячем, так и в холодном виде на тарелке или в чашке, стакане.
Суп из шиповника используется при простудных заболеваниях из-за высокого содержания в нём поливитаминов. В шведских магазинах продаются как готовые супы из шиповника, так и полуфабрикаты в виде порошка, который следует смешать с водой.
В армянской кухне существует подобное блюдо — масрамацун (арм. մասրամածունը).